# Frère de sang (film)
Pour les articles homonymes, voir Frère de sang (homonymie).
Série
Frère de sang 2
(1990)
Pour plus de détails, voir Fiche technique et Distribution.
Frère de sang (Basket Case) est un film américain de comédie horrifique réalisé par Frank Henenlotter, sorti en 1982.

## Synopsis
À New York, un jeune homme loue un petit appartement. Il arrive avec une malle en osier qui intrigue ses voisins. Peu à peu, l'on découvre qu'elle contient son frère siamois, une créature plutôt monstrueuse. Ils décident ensemble de se venger de ceux qui sont responsables de l'échec de leur séparation, leur père et un chirurgien.

## Fiche technique
- Titre original : Basket Case
- Titre français : Frère de sang
- Réalisation : Frank Henenlotter
- Scénario : Frank Henenlotter
- Photographie : Bruce Torbet
- Musique : Gus Russo
- Production : Arnold H. Bruck, Edgar Ievins
- Pays d'origine : États-Unis
- Format : Couleurs - 1,37:1 - Mono
- Genre : horreur
- Durée : 91 minutes
- Date de sortie : 1982
- Interdit aux moins de 12 ans.

## Distribution
- Kevin Van Hentenryck : Duane Bradley
- Terri Susan Smith : Sharon
- Beverly Bonner : Casey
- Robert Vogel : Hotel manager
- Diana Browne : Dr. Judith Kutter
- Lloyd Pace : Dr. Harold Needleman
- Bill Freeman : Dr. Julius Lifflander
- Joe Clarke : Brian 'Mickey' O'Donovan